# Fetsund
Fetsund là một làng nằm ở Na Uy.